# 真福寺 (世田谷区)
真福寺（しんぷくじ）は、東京都世田谷区用賀四丁目にある真言宗智山派の寺院。

## 歴史
創建は天正年間。開山は法印宗円和尚で、開基は用賀村の開拓の功労者飯田図書（ずしょ）である。開基の飯田図書は、後北条氏に仕えており、用賀の地に住みついた後に確実に勢力をつけて、苗字・帯刀が許されたという。等々力にある満願寺の末寺で、本尊の大日如来は、奥沢にある浄真寺の住職の作だと言われている。
当初は実相山真如院と名乗っていたが、後に瑜伽山(ゆがさん)真福寺となり、古くから山門が赤いため「赤門寺」とも呼ばれている。
享和3年（1803年）に本堂などを焼失するが再建。
明治時代になり近隣の世田谷区立京西小学校が境内を借りていたこともあった。現在の山門は昭和28年（1953年）に完成。本堂は昭和40年（1965年）頃に造られた。

## 主な施設
- 本堂
- 太子堂
- 大日堂

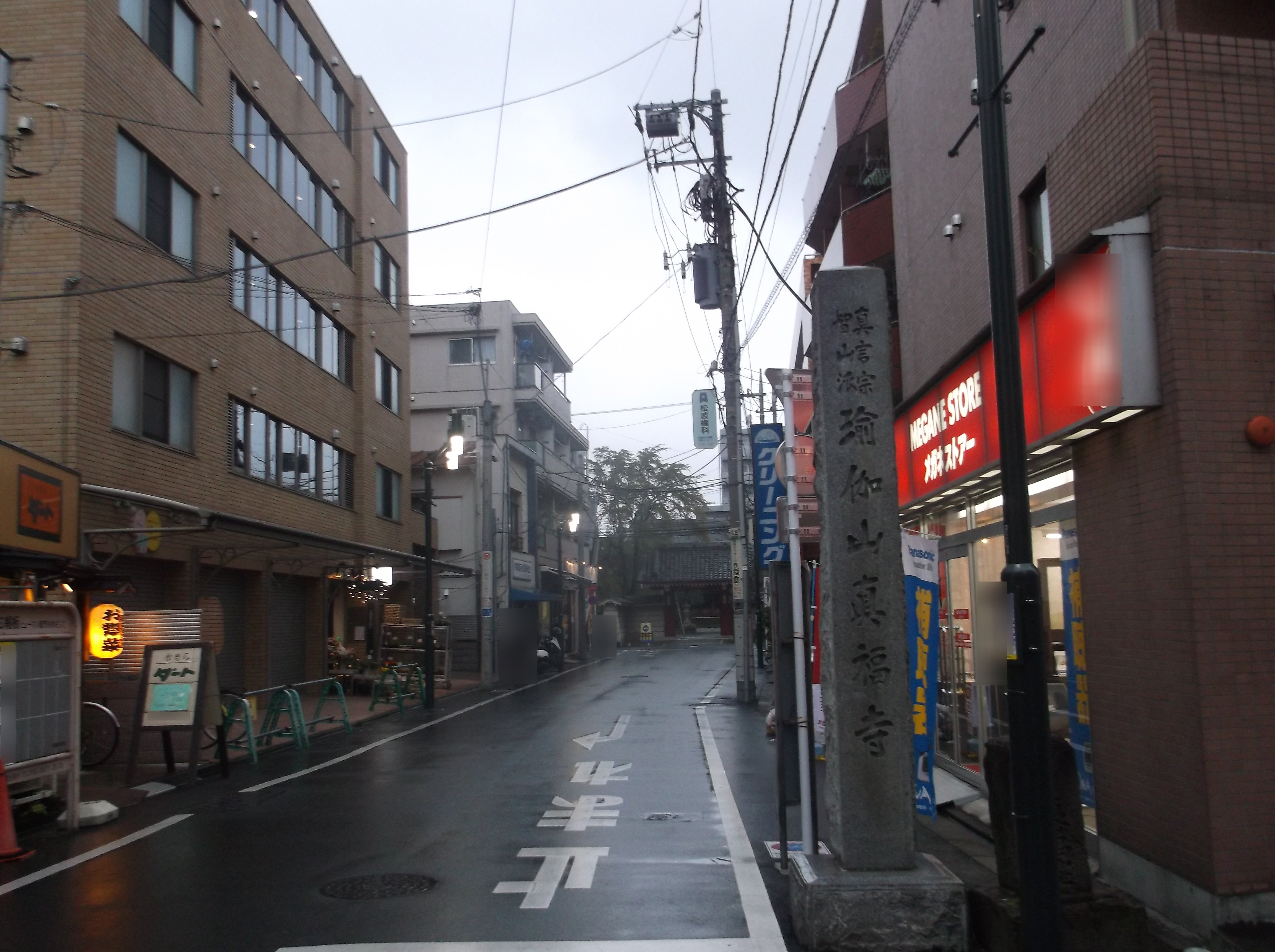
参道入口

- 法教上人碑（法教上人は、当地に住みついた江戸時代の僧で様々な事業により当地の人々に尊敬されていた[4]。それを顕彰する碑）

## アクセス
- 東急田園都市線・用賀駅より徒歩約5分
- 拝観は無料。日中の時間帯のみ受け付け。
- 駐車施設:なし